# Georg von Waldburg-Zeil (militare 1867)
Georg Maria Friedrich Maximilian Wunibald Pius Petrus Canisius von Waldburg-Zeil-Wurzach (Leutkirch im Allgäu, 29 maggio 1867 – Allaines, 2 settembre 1918) è stato un principe e militare tedesco.

## Biografia
Georg era il figlio primogenito del principe Wilhelm von Waldburg-Zeil (1835-1906) e di sua moglie, la principessa Maria Maria Josepha von Wolfegg-Waldsee (1840-1885). 
Studiò dapprima al collegio gesuita Stella Matutina di Feldkirch, passando in seguito alle università di Lipsia e di Monaco di Baviera. Nel 1893 entrò a far parte dell'esercito del Württemberg dove venne ammesso col grado di aspirante ufficiale. Successivamente raggiunse il grado di capitano di cavalleria.
Con lo scoppio della prima guerra mondiale, Georg venne destinato a comandare il 1º squadrone del Landwehr del Württemberg, col quale venne schierato nell'Alta Alsazia. Il 30 agosto 1915 venne promosso al grado di maggiore ed il 27 settembre 1915 venne insignito della Croce di Cavaliere dell'Ordine al Merito Militare per i suoi successi sul campo. In precedenza aveva ricevuto entrambe le classi della Croce di Ferro. Poi Georg divenne comandante di un battaglione nel 126º reggimento di reggimento di fanteria del Landwehr. Il 18 febbraio 1918 ottenne il comando del 122º reggimento di fucilieri "Francesco Giuseppe" (4° Württemberg) e con questo si posizionò sul fronte occidentale.
Venne ucciso in combattimento a Allaines, poco più a nord di Péronne, in Francia, poco prima della fine della grande guerra.

## Matrimonio e figli
L'8 maggio 1897, il principe Georg sposò la contessa Marie Therese zu Salm-Reifferscheidt-Raitz (31 ottobre 1869, Firenze - 27 agosto 1930, Oberau presso Wangen) a Vienna. La coppia ebbe sei figli:
- Eberhard 10 febbraio 1898, Stoccarda - 20 novembre 1916, Stejerci Plostina, Romania), caduto nel primo conflitto mondiale
- Erich (1899-1953), VI principe di Waldburg-Zeil, sposò nel 1926 la principessa Maria Monika zu Löwenstein-Wertheim-Rosenberg (1905-1992)
- Maria Theresia (18 ottobre 1901, - 17 luglio 1967, Monaco), sposò nel 1926 l'arciduca Teodoro Salvatore d'Asburgo-Lorena (1899-1978), figlio di Francesco Salvatore d'Asburgo-Lorena
- Maria Ludowika (22 ottobre 1902 - 14 agosto 1991, Ramsgate), badessa dell'abbazia benedettina di St. Walburg ad Eichstätt, priora di St. Mildred a Ramsgate
- Constantin (15 marzo 1909, castello di Zeil - 27 febbraio 1972, Feldafing), sposò nel 1951 la principessa Eleonora di Baviera, figlia del principe Francesco di Baviera
- Gabriel (26 aprile 1910, castello di Zeil - 6 aprile 2005), sposò nel 1940 il duca Karl Gero von Urach (1899-1981)

## Ascendenza
|                                                                                 |                                                                                         |                                                      | Genitori                                                                                         |  |  | Nonni |  |  | Bisnonni                                                       |  |  | Trisnonni                                                            |  |
|                                                                                 |                                                                                         |                                                      |                                                                                                  |  |  |       |  |  | Franz Thaddäus von Waldburg-Zeil, II principe di Waldburg-Zeil |  |  | Maximilian von Waldburg-Zeil-Trauchburg, I principe di Waldburg-Zeil |  |
|                                                                                 |                                                                                         |                                                      |                                                                                                  |  |  |       |  |  | Franz Thaddäus von Waldburg-Zeil, II principe di Waldburg-Zeil |  |  | Maximilian von Waldburg-Zeil-Trauchburg, I principe di Waldburg-Zeil |  |
|                                                                                 |                                                                                         | Maria von Hornstein zu Weiterdingen                  |                                                                                                  |  |  |       |  |  | Franz Thaddäus von Waldburg-Zeil, II principe di Waldburg-Zeil |  |  |                                                                      |  |
| Constantin von Waldburg-Zeil, III principe di Waldburg-Zeil                     |                                                                                         |                                                      |                                                                                                  |  |  |       |  |  | Franz Thaddäus von Waldburg-Zeil, II principe di Waldburg-Zeil |  |  |                                                                      |  |
|                                                                                 |                                                                                         | Christiane Polyxene zu Löwenstein-Wertheim-Rosenberg | Dominik Constantin zu Löwenstein-Wertheim-Rochefort, I principe di Löwenstein-Wertheim-Rosenberg |  |  |       |  |  |                                                                |  |  |                                                                      |  |
|                                                                                 |                                                                                         | Christiane Polyxene zu Löwenstein-Wertheim-Rosenberg | Dominik Constantin zu Löwenstein-Wertheim-Rochefort, I principe di Löwenstein-Wertheim-Rosenberg |  |  |       |  |  |                                                                |  |  |                                                                      |  |
|                                                                                 |                                                                                         | Christiane Polyxene zu Löwenstein-Wertheim-Rosenberg | Leopoldine zu Hohenlohe-Bartenstein                                                              |  |  |       |  |  |                                                                |  |  |                                                                      |  |
| Wilhelm von Waldburg-Zeil, IV principe di Waldburg-Zeil                         |                                                                                         | Christiane Polyxene zu Löwenstein-Wertheim-Rosenberg |                                                                                                  |  |  |       |  |  |                                                                |  |  |                                                                      |  |
|                                                                                 |                                                                                         | Wilhelm Otto von Quadt-Isny                          | Otto Wilhelm von Quadt-Isny                                                                      |  |  |       |  |  |                                                                |  |  |                                                                      |  |
|                                                                                 |                                                                                         | Wilhelm Otto von Quadt-Isny                          | Otto Wilhelm von Quadt-Isny                                                                      |  |  |       |  |  |                                                                |  |  |                                                                      |  |
|                                                                                 |                                                                                         | Wilhelm Otto von Quadt-Isny                          | Dorothea Charlotte van Neukirchen                                                                |  |  |       |  |  |                                                                |  |  |                                                                      |  |
| Maximiliane von Quadt-Isny                                                      |                                                                                         | Wilhelm Otto von Quadt-Isny                          |                                                                                                  |  |  |       |  |  |                                                                |  |  |                                                                      |  |
|                                                                                 |                                                                                         | Maria Anna von Thurn und Valsassina                  | Friedrich Michael von Thurn und Valsassina                                                       |  |  |       |  |  |                                                                |  |  |                                                                      |  |
|                                                                                 |                                                                                         | Maria Anna von Thurn und Valsassina                  | Friedrich Michael von Thurn und Valsassina                                                       |  |  |       |  |  |                                                                |  |  |                                                                      |  |
|                                                                                 |                                                                                         | Maria Anna von Thurn und Valsassina                  | Johanna Ungelter von Deissenhausen                                                               |  |  |       |  |  |                                                                |  |  |                                                                      |  |
| Georg von Waldburg-Zeil, V principe di Waldburg-Zeil                            |                                                                                         | Maria Anna von Thurn und Valsassina                  |                                                                                                  |  |  |       |  |  |                                                                |  |  |                                                                      |  |
|                                                                                 | Joseph Anton Xaver von Waldburg-Wolfegg-Waldsee, I principe di Waldburg-Wolfegg-Waldsee | Gebhard von Waldburg-Wolfegg-Waldsee                 |                                                                                                  |  |  |       |  |  |                                                                |  |  |                                                                      |  |
|                                                                                 | Joseph Anton Xaver von Waldburg-Wolfegg-Waldsee, I principe di Waldburg-Wolfegg-Waldsee | Gebhard von Waldburg-Wolfegg-Waldsee                 |                                                                                                  |  |  |       |  |  |                                                                |  |  |                                                                      |  |
|                                                                                 | Joseph Anton Xaver von Waldburg-Wolfegg-Waldsee, I principe di Waldburg-Wolfegg-Waldsee | Maria Clara von Königsegg-Aulendorf                  |                                                                                                  |  |  |       |  |  |                                                                |  |  |                                                                      |  |
| Friedrich von Waldburg-Wolfegg-Waldsee, II principe di Waldburg-Wolfegg-Waldsee | Joseph Anton Xaver von Waldburg-Wolfegg-Waldsee, I principe di Waldburg-Wolfegg-Waldsee |                                                      |                                                                                                  |  |  |       |  |  |                                                                |  |  |                                                                      |  |
|                                                                                 |                                                                                         | Maria Josepha Fugger von Babenhausen                 | Anselm Victorian Fugger von Babenhausen                                                          |  |  |       |  |  |                                                                |  |  |                                                                      |  |
|                                                                                 |                                                                                         | Maria Josepha Fugger von Babenhausen                 | Anselm Victorian Fugger von Babenhausen                                                          |  |  |       |  |  |                                                                |  |  |                                                                      |  |
|                                                                                 |                                                                                         | Maria Josepha Fugger von Babenhausen                 | Maria Walpurgis von Waldburg zu Wolfegg                                                          |  |  |       |  |  |                                                                |  |  |                                                                      |  |
| Maria Josepha von Wolfegg-Waldsee                                               |                                                                                         | Maria Josepha Fugger von Babenhausen                 |                                                                                                  |  |  |       |  |  |                                                                |  |  |                                                                      |  |
|                                                                                 |                                                                                         | Franz Xaver zu Königsegg-Aulendorf                   | Johann Ernst von Koenigsegg-Aulendorf                                                            |  |  |       |  |  |                                                                |  |  |                                                                      |  |
|                                                                                 |                                                                                         | Franz Xaver zu Königsegg-Aulendorf                   | Johann Ernst von Koenigsegg-Aulendorf                                                            |  |  |       |  |  |                                                                |  |  |                                                                      |  |
|                                                                                 |                                                                                         | Franz Xaver zu Königsegg-Aulendorf                   | Maria Christina von Manderscheid                                                                 |  |  |       |  |  |                                                                |  |  |                                                                      |  |
| Elisabeth Johanna zu Königsegg-Aulendorf                                        |                                                                                         | Franz Xaver zu Königsegg-Aulendorf                   |                                                                                                  |  |  |       |  |  |                                                                |  |  |                                                                      |  |
|                                                                                 |                                                                                         | Maria Anna Josepha Károlyi de Nagykároly             | Jozsef Károlyi de Nagykároly                                                                     |  |  |       |  |  |                                                                |  |  |                                                                      |  |
|                                                                                 |                                                                                         | Maria Anna Josepha Károlyi de Nagykároly             | Jozsef Károlyi de Nagykároly                                                                     |  |  |       |  |  |                                                                |  |  |                                                                      |  |
|                                                                                 |                                                                                         | Maria Anna Josepha Károlyi de Nagykároly             | Maria Elisabeth von Waldstein                                                                    |  |  |       |  |  |                                                                |  |  |                                                                      |  |
|                                                                                 |                                                                                         | Maria Anna Josepha Károlyi de Nagykároly             |                                                                                                  |  |  |       |  |  |                                                                |  |  |                                                                      |  |

| Controllo di autorità | VIAF (EN) 997157416825316710002 · GND (DE) 1199667277 |